# Allgäuer Volksbank Kempten-Sonthofen
Die Allgäuer Volksbank eG Kempten-Sonthofen war eine deutsche Genossenschaftsbank mit dem Sitz in der bayerischen kreisfreien Stadt Kempten (Allgäu).

## Geschichte
Die Allgäuer Volksbank eG Kempten-Sonthofen entstand im Jahr 1971 als Allgäuer Volksbank eGmbH Kempten-Sonthofen durch die Fusion der damaligen Volksbank Kempten eGmbH mit dem Sitz in Kempten (Allgäu) mit der damaligen Allgäuer Volksbank eGmbH Sonthofen mit dem Sitz in Sonthofen.
Im Jahr 2024 fusionierte die Allgäuer Volksbank eG Kempten-Sonthofen mit der Raiffeisenbank Kempten-Oberallgäu eG zur VR Bank Kempten-Oberallgäu eG.

### Volksbank Kempten

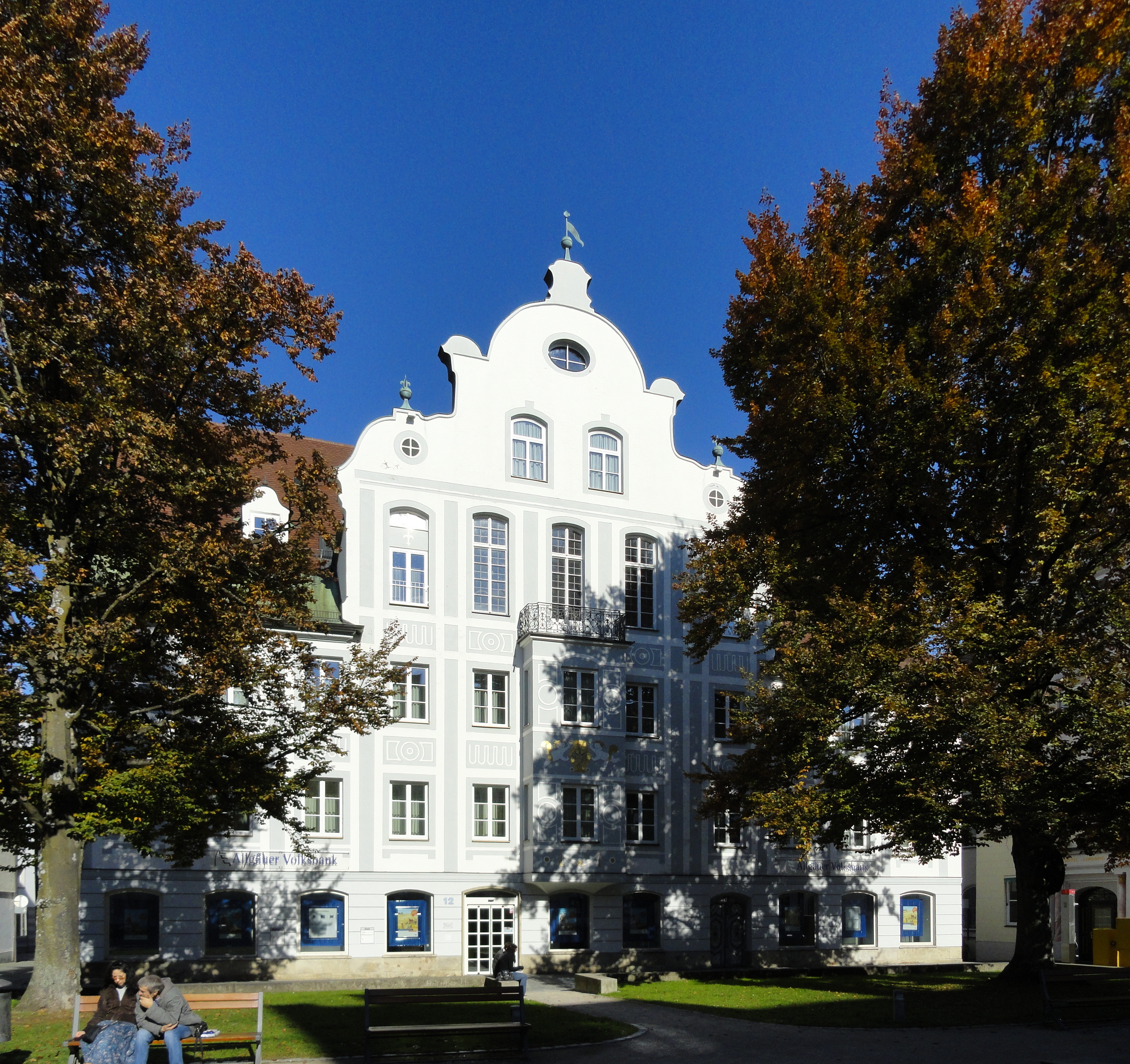
Das Ponikauhaus in Kempten

Am 6. Januar 1870 gründeten 22 Kemptener Bürger einen Spar- und Vorschussverein für das Handwerk, Kleingewerbe und den örtlichen Handel. Dieser Spar- und Vorschussverein hatte sich das wirtschaftliche Ziel gesetzt, Genossenschaftsvermögen anzusammeln und den Mitgliedern daraus im Notfall verzinsliche Vorschüsse zu gewähren.
Aufgrund des umständlichen Systems bei der Vorschussvergabe wurde im März 1911 eine Kommission zur Vorbereitung eines bankmäßigen Betriebes eingesetzt. Im Oktober 1916 wurde das Geschäft in das Ponikauhaus am Rathausplatz verlegt. Um auch nach außen kundzutun, dass aus dem Spar- und Vorschussverein eine Bank geworden war, entschied sie sich im Jahr 1922 für den Namen Genossenschaftsbank Kempten.
Beginnend mit der Währungsreform im Jahre 1948 entwickelte sich die freie Marktwirtschaft. Die Spareinlagen hielten sich in bescheidenen Grenzen, doch setzte im Zuge des Wiederaufbaus eine starke Kreditnachfrage ein. Das Geschäftsvolumen der Genossenschaftsbank konnte in der Folge stetig gesteigert werden.
Am 13. April 1962 beschloss die Mitgliederversammlung den einheitlichen Firmennamen Volksbank Kempten eGmbH.

### Allgäuer Volksbank Sonthofen
Am 13. Januar 1889 gründeten etwa 50 Geschäftsleute aus Sonthofen und den umliegenden Orten den Vorschussverein Sonthofen. Das erste Geschäftslokal befand sich in einem Zimmer des Gasthauses „Deutsches Haus“. Am 28. Oktober 1894 beschloss der Verein, ein eigenes Haus zu errichten. Bereits im November 1894 wurde das Grundstück in der Promenadestraße ersteigert, auf dem die Bank heute noch steht. Nach Baubeginn im Jahr 1899 wurde das neue Bankgebäude im Mai 1900 bezogen. Zeitgleich erfolgte die Umbenennung in Genossenschaftsbank Sonthofen.
1919 wurde eine Zweigstelle in Oberstdorf errichtet und am 1. Mai 1922 eine Zahlstelle in Fischen im Allgäu. Ein Bombenangriff in der Mittagszeit des 22. Februar 1945 zerstörte das Bankgebäude fast vollständig. Die Geschäftsräume wurden in das Mangoldsche Anwesen an der Marktstraße verlegt. 1948 befasste sich der Aufsichtsrat mit dem Wiederaufbau und beschloss am 27. Februar, am alten Standort ein neues Bankgebäude zu errichten. Die Umfirmierung von Genossenschaftsbank Sonthofen in Allgäuer Volksbank eGmbH erfolgte im Mai 1955. Aufgrund der Ansiedlung der Firma Bosch wurde 1960 in Blaichach eine Zweigstelle eröffnet.

## Rechtsverhältnisse
Die Allgäuer Volksbank eG Kempten-Sonthofen war im Genossenschaftsregister beim Amtsgericht Kempten (Allgäu) unter GnR 295 eingetragen.

## Organisationsstruktur
Rechtsgrundlagen waren das Genossenschaftsgesetz und die durch die Vertreterversammlung beschlossene Satzung. Organe der Bank waren der Vorstand, der Aufsichtsrat und die Vertreterversammlung.

## Sicherungseinrichtung
Die Allgäuer Volksbank eG Kempten-Sonthofen war der amtlich anerkannten Sicherungseinrichtung des Bundesverbandes der Deutschen Volksbanken und Raiffeisenbanken GmbH und der zusätzlichen freiwilligen Sicherungseinrichtung des Bundesverbandes der Deutschen Volksbanken und Raiffeisenbanken e.V. angeschlossen. Die Bank war Mitglied in der genossenschaftlichen FinanzGruppe Volksbanken Raiffeisenbanken.

## Geschäftsausrichtung
Die Allgäuer Volksbank eG Kempten-Sonthofen betrieb das Universalbankgeschäft. Im Verbundgeschäft arbeitet sie mit der DZ Bank, R+V Versicherung, Bausparkasse Schwäbisch Hall, Teambank, VR Smart Finanz, DZ Hyp und der Union Investment zusammen.

## Geschäftsgebiet
Das Geschäftsgebiet lag in Kempten (Allgäu) und im Landkreis Oberallgäu.
An diesen Orten betrieb die Bank Filialen:
- Kempten (Allgäu) (Hauptstelle, jur. Sitz + 1 Geschäftsstelle + 1 SB-Geschäftsstelle)
- Sonthofen (Niederlassung)
- Oberstdorf (Geschäftsstelle)